# Gymnasium Dörpsweg
Das Gymnasium Dörpsweg ist ein staatliches Gymnasium im Hamburger Stadtteil Eidelstedt. Das Gymnasium wurde 1971 als Gymnasium Eidelstedt gegründet, und nach dem Umzug in einen Neubau am Dörpsweg entsprechend umbenannt.

## Geschichte
Mit Beginn des Schuljahrs 1971/72 nahm das Gymnasium Eidelstedt den Schulbetrieb mit 150 Schülern der 5. Klasse auf. Ein eigenes Gebäude existierte noch nicht, stattdessen wurden am Halstenbeker Weg zeitweise Pavillons aufgestellt und als Unterrichtsräume genutzt. Gründungsdirektor war Rolf Pots, das Kollegium bestand aus sieben Lehrern.
Der neue Standort am Dörpsweg wurde bis dato landwirtschaftlich genutzt. Der Grundstein für den Neubau wurde 1975 gelegt, 1977 fand die Einweihung statt. Die Entwürfe stammten vom Hamburger Hochbauamt. Ab 1979 wurden der Schulstandort um das Fachhaus erweitert. Der Umzug aus den provisorischen Pavillons in ein Klassenhaus am neuen Standort begann jedoch schon 1975, die Schule wurde in Gymnasium Dörpsweg umbenannt.
1997 wurde die Redaktion der Schülerzeitung des Gymnasiums („Zecke“) im Spiegel-Schülerzeitungswettbewerb auf Bundesebene als Gesamtsieger ausgezeichnet.
Im Schuljahr 2017/18 hatte das Gymnasium durchschnittlich vier Züge. Laut Schulentwicklungsplan 2019 der Hamburger Schulbehörde soll die Schule als einziges Gymnasium für Eidelstedt und Schnelsen als fünfzügiges Gymnasium weitergeführt werden. Dafür wären Baumaßnahmen notwendig. 2020 wurde die Sanierung des Unterstufengebäudes (Nr. 5) und beider Flügel des Hauptgebäudes (Nr. 1 und 3) ausgeschrieben. Um die geplante Erhöhung der Klassenzahl ermöglichen, soll die Aula (Nr. 6) umgebaut werden, neben dem Unterstufengebäude soll zudem ein Neubau von etwa 450 m² Fläche zugebaut werden.

## Lage und Architektur

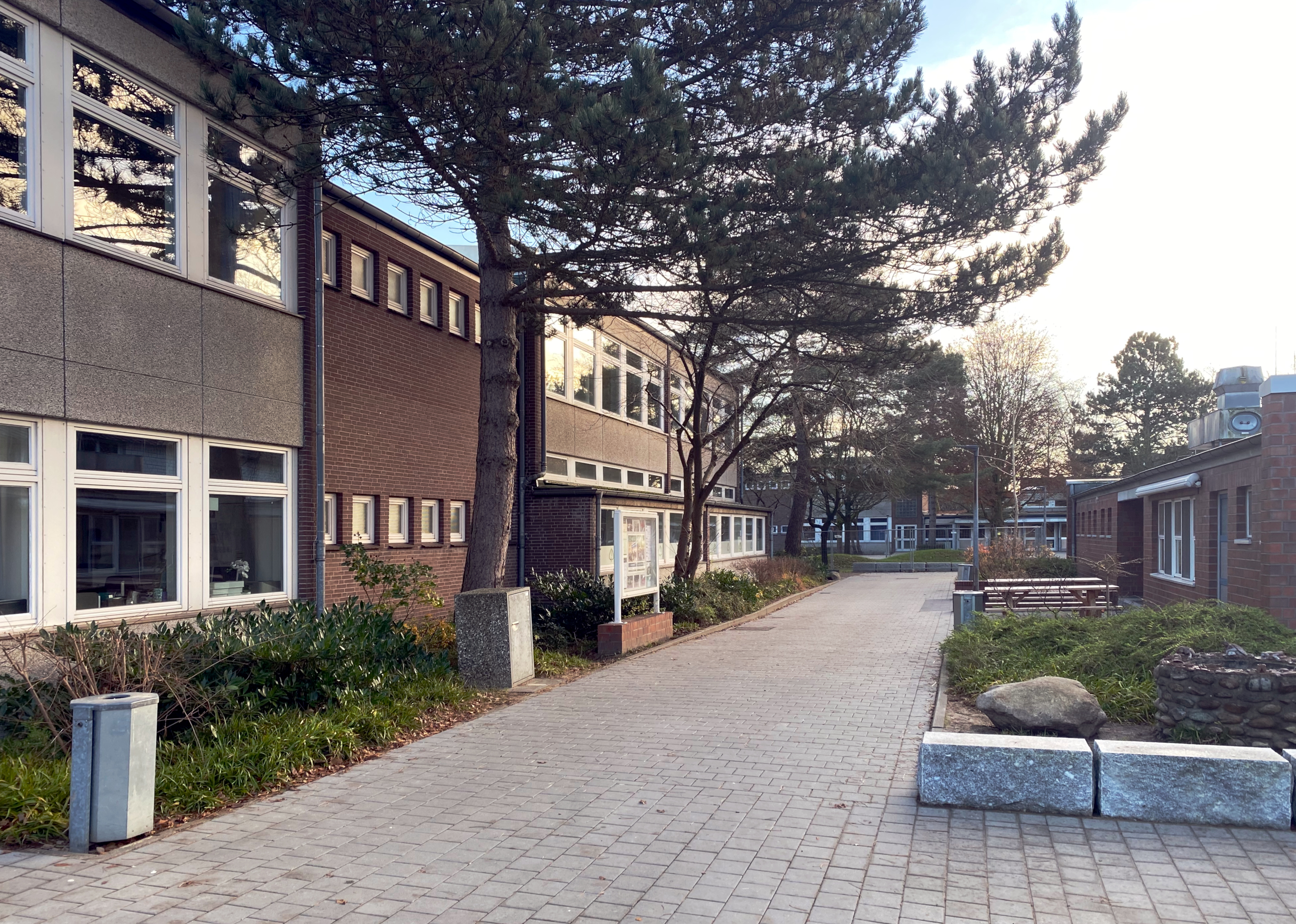
Links das Hauptgebäude, Blick auf das Unterstufengebäude

Das etwa 28.000 m² große Schulgelände befindet sich nahe dem historischen Ortskern von Eidelstedt, ungefähr mittig zwischen Kieler Straße (B4) im Westen und der Autobahn (A7) im Osten. In der direkten Umgebung der Schule befinden sich Einfamilien- und Reihenhäuser sowie kleinere Erschließungsstraßen. Durch den angrenzenden Friedhof Eidelstedt und das Sportgelände des Eidelstedter SV (SVE) sind größere Grünflächen vorhanden.
Zu den überwiegend zweigeschossigen Schulgebäuden zählen das Hauptgebäude, das Unterstufengebäude und eine Aula / Mehrzweckgebäude mt Mensa. Die Gebäude sind größtenteils in Betonständerbauweise errichtet und mit Backstein- oder Waschbeton-Fassaden verkleidet. Bis auf die Aula mit ihrem Tonnendach haben alle Gebäude ein Flachdach. Die Klassenhäuser wurden aus dem Serienbau Typ-65 entwickelt und sind vom Schustertyp. Auf dem Pausenhof sind vier kleine Fußballplätze und eine Kletterspinne vorhanden. Das Gymnasium Dörpsweg nutzt die angrenzende große Sporthalle und den Sportplatz zusammen mit dem SVE.

## Schulisches Profil
Das Gymnasium wird von Schülern der Klassen 5–12 und in Integrationsklassen besucht. Haupteinzugsbereich des Gymnasiums ist Eidelstedt, Schnelsen und Lurup. Bei der Erhebung des Sozialindexes für Hamburger Schulen 2011 wurde für das Gymnasium Dörpsweg auf einer Skala von 1 (nachteilige Voraussetzungen der Schülerschaft, höchster Förderbedarf) bis 6 (beste Voraussetzungen, kein Förderbedarf) ein Sozialindex von 5 errechnet. Im Schuljahr 2016/17 hatten 48 % der Schüler einen Migrationshintergrund, etwas mehr als der Durchschnitt aller Hamburger Gymnasien.
2009 wurde das System der Grund- und Leistungskurse durch die Profiloberstufe abgelöst. Seither kooperiert das Gymnasium mit dem Albrecht-Thaer-Gymnasium in Stellingen und dem Gymnasium Corveystraße in Lokstedt. Schüler der drei Schulen können auch Profile der jeweils anderen Schulen anwählen.

## Außerschulische Angebote
Als Schülerzeitung gestaltet eine AG den Tastenquäler, der monatlich als halbe Seite des „Elbe-Wochenblatts“ (Eidelstedt/Lurup) erscheint.
2010 wurde die Schule erstmals als Umweltschule ausgezeichnet, und hat diesen Titel als eine von 88 Schulen in Hamburg bis 2019 mehrmals erhalten.

## Persönlichkeiten
Zu den ehemaligen Schülern zählen:
- Tore Meinecke (* 1967), Tennisspieler, verließ die Schule 1983[13]
- Mirko Bogojević (* 1976), Rapper („Das Bo“), Abitur 1996
- Silke Panten (* 1979), Basketballspielerin, Abitur 1999
- Claudius Osei (* 1980), American-Football-Spieler
- Danial Ilkhanipour (* 1981), Politiker (SPD), Abitur 2000
- Ole Günther (* 2002), Handballspieler, Abitur 2020